# Dietrich Voigtländer
Dietrich Voigtländer (* 18. Oktober 1958 in Hildesheim) ist ein deutscher Bankmanager. Er ist seit 2015 Mitglied des Aufsichtsrats der Aareal Bank. Er war zuvor von 2009 bis zu ihrer Umfirmierung 2012 der letzte Vorstandsvorsitzende der WestLB AG. Seit dem 1. Juli 2012 war er Vorstandsvorsitzender der aus der WestLB hervorgegangenen Portigon AG. Am 1. Mai 2014 wurde sein Rücktritt bekannt.

## Beruflicher Werdegang
Voigtländer studierte von 1978 bis 1985 an der Universität Karlsruhe (TH) Wirtschaftsingenieurwesen und schloss das Studium als Diplom-Wirtschaftsingenieur ab. Von 1985 bis 2000 war er bei der SGZ Bank und danach bis 2001 bei der hieraus hervorgegangenen GZ Bank tätig. Nach dem Zusammenschluss von GZ Bank und DG Bank zur DZ Bank arbeitete er dort bis zum Jahr 2008. Von 1998 bis 2008 war er bei der DZ-Bank beziehungsweise ihren Vorgängerinstituten jeweils Mitglied des Vorstands. Dietrich Voigtländer kam im Juli 2008 als stellvertretender Vorstandsvorsitzender zur damaligen WestLB AG. Am 18. Mai 2009 übernahm er kommissarisch den Vorstandsvorsitz (durch Rücktritt des bisherigen Vorsitzenden Heinz Hilgert) und wurde am 11. September 2009 zum Vorstandsvorsitzenden berufen. Vom 1. Juli 2012 bis zum 30. April 2014 war er Vorstandsvorsitzender der Portigon AG, der Rechtsnachfolgerin der WestLB AG. Anschließend trat er als Partner in die Beratungsgesellschaft Berlin Digital Group ein. Seit Mai 2015 ist er Mitglied des Aufsichtsrats (Vorsitzender des Technologie- und Innovationsausschusses und Mitglied im Prüfungsausschuss und Vergütungskontrollausschuss) der Aareal Bank.